# Oriental Pearl Tower
Oriental Pearl Tower (chiń. 东方明珠塔; pinyin Dōngfāng Míngzhūtǎ) – wieża telewizyjna znajdująca się w dzielnicy Pudong w Szanghaju. Wieża ta ma 468 metrów i jest piątą pod względem wysokości wieżą na świecie.